# Tetraglenes bacillarius
Tetraglenes bacillarius är en skalbaggsart som beskrevs av Auguste Lameere 1893. Tetraglenes bacillarius ingår i släktet Tetraglenes och familjen långhorningar. Inga underarter finns listade i Catalogue of Life.